# Smektitgruppe
Bei den Smektiten oder Smectiten (von altgriechisch σμηκτός smektos ‚geschmiert‘; σμηκτρίς smektris ‚Walkerde‘) handelt es sich um Mineralgemenge aus verschiedenen quellfähigen Schichtsilikaten (Phyllosilikaten), die eine Dreischicht-Struktur aufweisen und zu den Tonmineralen gehören. Smektite bestehen hauptsächlich aus Montmorillonit, enthalten aber auch Quarz- und Calcitstaub.
Die Dreischicht-Struktur besteht aus zwei Tetraeder-Schichten, die über die Kationen einer Oktaeder-Zwischenschicht elektrostatisch vernetzt sind. Die Schichten sind so nicht starr miteinander verbunden; sie können durch reversible Einlagerung von Wasser und anderen Substanzen aufquellen.
Smektite entstehen bei der Verwitterung von Basalt und Gabbro.

## Struktur

Schichtgitter

Wie alle Schichtsilikate werden Tonminerale durch zweidimensionale Schichten charakterisiert, deren SiO4-Tetraeder und AlO4-Oktaeder gemeinsame Ecken aufweisen. Jeder SiO4-Tetraeder teilt drei seiner Sauerstoffatome mit anderen Tetraedern. Das vierte Sauerstoffatom bleibt frei, wird also nicht mit anderen Tetraedern geteilt, so zeigen alle Tetraeder in dieselbe Richtung; d. h. alle ungeteilten Scheitelpunkte sind auf derselben Seite der Platte.
In Tonen werden die Tetraeder-Platten immer von kleinen Kationen, wie Aluminium oder Magnesium an die oktaedrischen Platten gebunden. Der freie Sauerstoff der Tetraeder-Platte bildet auch einen Teil einer Seite der Oktaeder-Platte, aber ein zusätzliches Sauerstoffatom wird über der Lücke in der Tetraeder-Platte am Zentrum der sechs Tetraeder gelegen. Dieses Sauerstoffatom wird mit einem Wasserstoffatom verbunden, das sich als OH-Gruppe in der Tonstruktur formt.
Tone können danach kategorisiert werden, wie die Tetraeder und Oktaeder paketiert sind. Ist nur ein Tetraeder mit einer Oktaeder-Gruppe in jeder Schicht verbunden, ist der Ton als 1:1-Ton bekannt.
Die Alternative, bekannt als 2:1-Ton, hat zwei Tetraeder-Platten, deren freie Scheitelpunkte zueinander zeigen und somit jeweils eine Seite der oktaedrischen Platte bilden.

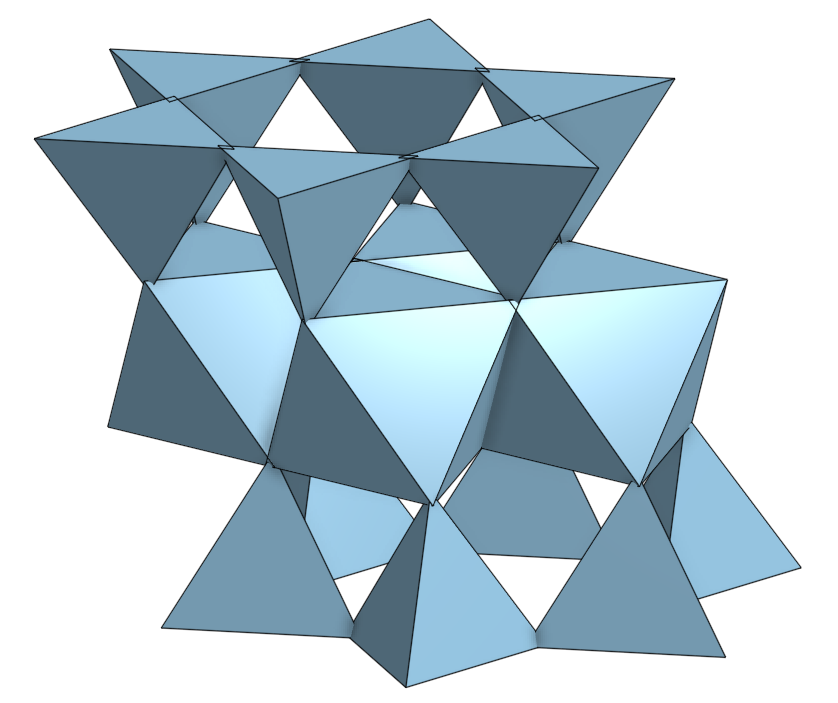
Schema einer Schicht eines 2:1 Tonminerals

Das Abbinden zwischen den Tetraedern und den oktaedrischen Platten verlangt, dass die Tetraeder verzerrt oder gedreht werden, eine ditrigonale Verzerrung zur sechseckigen Reihe verursachend, die Oktaeder-Platte hingegen eben wird. Das minimiert die gesamten Verzerrungen der Bandwertigkeit der Kristallite.
Je nach Zusammensetzung der Tetraeder- und Oktaeder-Platten ist die Schicht ladungsfrei oder hat eine negative Nettoladung. Wenn die Schichten geladen sind, wird diese Ladung durch eine Zwischenschicht von Kationen wie Na+ oder K+ ausgeglichen. In jedem Fall kann die Zwischenschicht auch Kristallwasser enthalten. Die Kristallstruktur wird durch das Stapeln verschiedener Schichten gebildet.
Smektite haben eine sehr hohe Affinität zu Wasser und lagern es deshalb auch häufig ein, wobei sie sich um ein Vielfaches der Ursprungsgröße ausdehnen. Dabei treten sehr hohe Drücke (bis zu 2–6 MPa) auf, die stärker sind als bei den physikalischen Verwitterungsprozessen. Durch Quellen und Schrumpfen verändern die Kristalle ihre Größe wesentlich. Die großen Zwischenräume der Smektite ermöglichen den Einbau polarer organischer Flüssigkeiten statt der anorganischen hydratisierten Kationen. Dadurch können organische Giftstoffe so absorbiert werden, dass ihre Giftigkeit aufgehoben wird. Smektite werden deshalb bei der Altlastensanierung oder -sicherung eingesetzt.

## Illitisierung
Smektite können durch Einlagerung von Kalium-Ionen zwischen die Schichten in Illite umgewandelt werden, wobei die Quellfähigkeit der Tonminerale verlorengeht. Dieser Prozess wird als Illitisierung bezeichnet.

## Medizinische Anwendung
Dioktaedrischer Smektit wird von der deutschen S2k-Leitlinie zur Senkung der Durchfalldauer bei akuten infektiösen Gastroenteriden im Kindesalter empfohlen. Er bindet als Adsorbenz an die intestinale Mukosa und adsorbiert Endotoxine, Exotoxine, Rotaviren und Bakterien. Nachdem Studien einen Nutzen nachweisen konnten, wird es zunehmend angewendet. Die deutsche Leitlinie von 2019 zitiert zur Nutzungsanalyse eine Metaanalyse von 2015, die 13 Studien mit Daten von insgesamt knapp 2200 Kindern hauptsächlich aus Entwicklungsländern wie Malaysia, Peru und Indien berücksichtigte und zeigte, dass die Durchfalldauer im Mittel um 23,4 Stunden verkürzt wird und die Wahrscheinlichkeit der Gesundung an Tag 5 signifikant höher ist (Odds Ratio 4,4).